# Zvi Koretz
Zvi Koretz, o Tzevi Koretz (2 de junio de 1884- 3 de junio de 1945) fue Gran Rabino de la importante comunidad judía de Salónica, en Grecia, entre 1933 y 1943. Su figura es objeto de controversia por su papel en las deportaciones de judíos de la ciudad ordenadas por los nazis que acabaron con la práctica totalidad de la población hebrea de la ciudad.

## Biografía
Nacido en Austria, estudió en el seminario rabínico de Berlín, donde se doctoró en Filosofía y en Lenguas semíticas.

### Gran Rabino de Salónica
La comunidad de Salónica, de tradición sefardí, eligió a este rabino askenazí por razones no bien conocidas, pero que es verosímil puedan estar relacionadas con el deseo de dar un nuevo impulso a su comunidad. Koretz inició el estudio del judeoespañol, lengua de los judíos salonicenses, y emprendió reformas en la organización política de la comunidad. Se mantuvo en buenas relaciones con la familia real griega, y luego con el dictador Ioannis Metaxas. Sin embargo, fue muy criticado por la prensa judía local por su arrogancia y su dispendioso tren de vida.
Tras la invasión alemana de Grecia, fue arrestado en Atenas el 15 de abril de 1941, cuando salía de una reunión de dirigentes de la comunidad, por haber protestado contra la destrucción de una iglesia de Salónica por los bombardeos nazis. Fue confinado en un lugar cercano a Viena, en condiciones que permanecen en el misterio. Nueve meses más tarde regresó a Salónica, donde recuperó su puesto de gran rabino. Durante la primavera de 1942 fue de nuevo arrestado a causa de sus desacuerdos con el presidente del consejo judío nombrado por los nazis (Judenrat), Saby Saltiel. Fue liberado poco después, a petición del industrial Müller, para que tomase parte en las negociaciones sobre el reemplazamiento de los trabajadores forzados judíos empleados en su empresa por obreros griegos asalariados. Llegó a un acuerdo con los otros miembros del comité creado para la ocasión sobre el pago de una cantidad económica para rescatar a estos trabajadores, que posteriormente recaudó entre los miembros de las comunidades judías de Salónica y de Atenas.

### Papel en la deportación de los judíos de Salónica
En diciembre de 1942, fue elegido presidente del Judenrat en sustitución de Saby Saltiel, juzgado ineficaz e incompetente. Acumulaba así los títulos de Gran Rabino y de presidente de la comunidad, y se convirtió en un medio de transmisión esencial entre los ocupantes nazis y la población judía de Salónica. Su nombramiento se tradujo en una mejora sustancial de la gestión comunitaria.Alois Brunner y Dieter Wisliceny, los oficiales nazis encargados de llevar a cabo la deportación de los judíos de Salónica, que llegaron a la ciudad en febrero de 1943, se apoyaron en su poder para asegurar la correcta aplicación de sus directivas, que tenían como propósito reagrupar a los judíos y enviarlos a Polonia, exigiendo a Koretz que les enviase dos informes por semana. Se ha criticado a Koretz que ejecutase ciegamente y con celeridad estas órdenes, sin intentar evitar la deportación de su comunidad, como sí hizo el rabino Barzilaï en Atenas. Koretz dio esperanzas a los judíos hasta el último momento. En una homilía pronunciada en una sinagoga de Salónica el 17 de febrero de 1943, cuando las deportaciones ya habían comenzado, dio a entender a sus feligreses que todos serían deportados, apelando a la solidaridad de los ricos para con los pobres, que hasta el momento se creía que eran los únicos que iban a ser deportados. Tras esta homilía, Koretz debió abandonar la sinagoga bajo la protección de la policía judía. Intentó negociar el regreso de los deportados a los campos y su asignación a trabajos forzados en Grecia, pero ello le valió ser encarcelado por los nazis. En agosto de 1943 fue deportado en compañía de su familia y de otros 74 notables de la comunidad, así como de 367 judíos de nacionalidad española al campo de concentración de Bergen-Belsen, donde pasó el resto de la guerra en condiciones relativamente benévolas.